# Audrey Cahn
Audrey Josephine Cahn (Melbourne, 17 de octubre de 1905 - Canberra, 1 de abril de 2008) fue una microbióloga y nutricionista australiana. 
Hija del Prof. William Alexander Osborne, profesor de fisiología, bioquímica e histología, y Ethel Elizabeth Goodson, médica e higienista industrial, nació como Audrey Josephine Osborne en la Universidad de Melbourne, donde también creció.   En 1928, se convirtió en la primera mujer en completar una Licenciatura en Ciencias Agrícolas en la Universidad de Melbourne,  y luego recibió un diploma en dietética de la universidad.  Primero trabajó como microbióloga y analista de alimentos para Kraft . 

## Vida y obra
Después de su B.Ag. Carolina del Sur. , Cahn completó un Certificado Hospitalario de Dietética en la recién inaugurada Unidad de Dietética del Hospital St. Vincent . Antes de partir, ascendió al puesto de dietista jefe del hospital. Luego trabajó como microbióloga en la fábrica de lácteos Kraft Walker en Drouin. Trabajó como primera dietista jefe del Departamento de Higiene Mental de Victoria, antes de pasar un año en el Royal Perth Hospital . Durante la Segunda Guerra Mundial, se alistó en el Servicio de Mujeres Médicas del Ejército Australiano el 11 de febrero de 1943. Como parte del Cuerpo Médico del Ejército Australiano, se convirtió en Dietista Jefe en el Hospital Militar de Heidelberg. Cuando fue dada de baja el 13 de septiembre de 1946, Cahn había obtenido el rango de Mayor. De 1947 a 1959 fue profesora de dietética en la Universidad de Melbourne ; Desde 1959 hasta 1968, cuando se jubiló, fue profesora titular de nutrición y dietética aplicada en la universidad. Fue miembro fundador de la Asociación de Dietética. Cahn fue uno de los primeros expertos en recomendar reducir la ingesta de grasas y sustituir las grasas saturadas por ácidos grasos poliinsaturados .  Debido a sus importantes contribuciones a la medicina, la calle Audrey Cahn en el suburbio de Macgregor en Canberra recibió su nombre en su honor. La producción investigadora de la bioquímica nutricional Cahn fue muy respetada, ya que completó muchos estudios en el campo, incluidos los realizados durante su estancia en la Universidad de Melbourne de 1947 a 1968.  Estos estudios fueron importantes para examinar las propiedades físicas y los valores energéticos de los alimentos dietéticos comunes para poder compilar tablas de calorías. Con colegas del departamento de anatomía, participó en el estudio longitudinal de 17 años titulado "Child Growth in Melbourne (1954-71)". El estudio encontró que los niños australianos pesaban más y hacían menos actividad física en comparación con sus pares de Estados Unidos y Gran Bretaña. 

## Vida privada
En 1930 se casó con Leslie Cahn, un arquitecto, tuvieron dos hijos pero el matrimonio terminó en divorcio. 
Audrey Cahn murió en una casa de retiro en el suburbio de Hughes en Canberra a la edad de 102 